# Президентские выборы в Гамбии (2006)
Президентские выборы в Гамбии проходили 22 сентября 2006 года. Кроме президента Яйя Джамме в выборах участвовали Халифа Салла от коалиции Национальный альянс за демократию и развитие и Усэйну Дарбое от Объединённой демократической партии, который вышел из коалиции незадолго до выборов.
Яйя Джамме был переизбран, получив 67 % голосов, при явке избирателей 59 %. Дарбое, занявший второе место с 27 % голосов, не согласился с официальными результатами, заявив, что выборы не были свободными и справедливыми и что в ходе выборов имели место многочисленные нарушения.

## Голосование
В связи с высоким уровнем неграмотности в стране голосование в большинстве избирательных участков Гамбии с 1965 года проводится с помощью стеклянных шариков. Избиратели бросают прозрачные стеклянные шарики в особые металлические барабаны, которые покрашены в цвет, соответствующий тому или иному кандидату. Благодаря особому колокольчику в барабане члены избирательной комиссии слышат, если кто-то проголосует более, чем один раз. Чтобы избежать путаницы с велосипедными звонками, велосипеды запрещены вокруг избирательных участков. После голосования избиратели опускают палец в несмываемые чернила.

## Результаты
| Кандидат          | Партия | Голоса  | %     |
| ----------------- | --- | ------- | ----- |
| Яйя Джамме        | Альянс за патриотическую переориентацию и созидание                                                           | 264 404 | 67,33 |
| Усэйну Дарбое     | Объединённая демократическая партия                                                                           | 104 808 | 26,69 |
| Халифа Салла      | Национальный альянс за демократию и развитие Народно-демократическая организация за независимость и социализм | 23 473  | 5,98  |
| Всего (явка 59 %) | Всего (явка 59 %)                                                                                             | 392 685 | 100   |